# Trinidad en Tobagodollar
De dollar is de munteenheid van Trinidad en Tobago. Eén dollar is honderd cent.
De volgende munten worden gebruikt: 5, 10, 25 en 50 cent. Het papiergeld is beschikbaar in 1, 5, 10, 20, 50 en 100 dollar.